# Anaspida
Die Anaspida, auch Anaspidida genannt, sind eine Gruppe ausgestorbener, kieferloser, fischartiger Wirbeltiere, die vom Silur bis zum Oberdevon lebten. Die rezenten Neunaugen wurden als ihre nächsten Verwandten angesehen. Einige nackte, schuppenlose Formen, z. B. Jamoytius kerwoodi wurden gelegentlich schon zu den Neunaugen gerechnet. Heute werden die Anaspida eher in phylogenetischer Nähe zu den Kiefermäulern (Gnathostoma) gestellt.

## Merkmale
Der Körper der Anaspida war langgestreckt, spindelförmig und seitlich etwas abgeflacht. Von allen Kieferlosen ähnelten sie am ehesten „normalen“ Fischen. Die Tiere hatten keinen massiven Kopf- und Körperpanzer, wie die meisten paläozoischen Kieferlosen. Sie hatten ein endständiges Maul und 6 bis 15 kleine, äußere Kiemenöffnungen, die sich schräg vom Hinterkopf zur Bauchseite zogen. Am Ende der Kiemenreihe befand sich ein dreistrahliger Stachel. Die Schwanzflosse war hypocerk. Außer der Schwanzflosse befanden sich alle Flossen auf der Bauchseite, ein paariger, niedriger Flossensaum vom Ende des dreistrahligen Stachels bis zur Analöffnung und eine Afterflosse, die aber späteren Formen fehlte, hinter der Analöffnung.
Die meisten Formen des Obersilur waren beschuppt, bei Jamoytius und Lasanius aus dem Obersilur und den Formen des Devon waren Schuppen nur wenig oder überhaupt nicht entwickelt.
Die Mitte des Rückens war von einer charakteristischen Schuppenreihe bedeckt. Die Maximallänge betrug 15 cm. Wahrscheinlich lebten sie als Filtrierer. Ihre innere Anatomie ist unbekannt.

## Gattungen

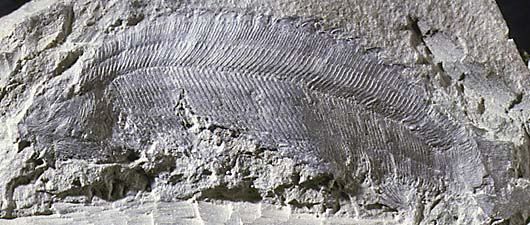
Fossil von Pterygolepis nitidus aus Norwegen

- Birkenia
- Euphanerops
- Jamoytius
- Lasanius
- Pharyngolepis
- Rhyncholepis